# Mistrzostwa Polski w kolarstwie przełajowym 1975
Mistrzostwa Polski w kolarstwie przełajowym 1975 odbyły się w Jeleniej Górze.

## Wyniki
- Czesław Polewiak (Gryf Szczecin)[2]
- Zbigniew Ilski (LZS Czernica)
- Józef Pytowski (Górnik Klimontów Śląska)